# Ciąg przestępstw
Ciąg przestępstw – odmiana realnego zbiegu przestępstw. Od innych postaci realnego zbiegu przestępstw wyróżniają go: popełnienie przestępstw w krótkich odstępach czasu, realizacja znamion tego samego typu czynu zabronionego i popełnienie czynów w podobny sposób.

## Krótkie odstępy czasu
Ciąg przestępstw należy przyjmować, gdy dwa lub więcej przestępstw stanowi wyraz pewnej działalności sprawcy uzasadniającej potraktowanie jej jako całości. Jednak traktowanie takie zachodzi nie przy samej prawnej ocenie czynów, ale dopiero przy wymiarze kary.
Pojęcie krótkich odstępów czasu jest niejasne. W doktrynie przyjmuje się różne wartości, od kilku dni do kilku miesięcy.
Półroczna granica między kilkoma przestępstwami przekracza granice krótkiego odstępu.

## Tożsamość prawna przestępstw będących w ciągu
Podstawą prawną kwalifikacji jest samodzielnie każdy z popełnionych czynów. Każde ze zbiegających się przestępstw musi realizować ten sam zestaw znamion (sprawca dopuszcza się kilku takich samych przestępstw). Ze względu na brak tożsamości nie mogą być uznane za pozostające w ciągu:
- przestępstwa wyczerpujące znamiona typu podstawowego i kwalifikowanego przestępstwa,
- odpowiadające sobie rodzajowo przestępstwa i wykroczenia.

Natomiast dyskusyjne jest, czy mogą zostać uznane za pozostające w ciągu m.in.
- różne formy stadialne tego samego przestępstwa,
- przestępstwo w postaci sprawczej i w postaci podżegania (lub pomocnictwa),
- przestępstwa kwalifikowane z danego przepisu karnego i przestępstwa z tego samego przepisu karnego popełnione w warunkach przekroczenia granic obrony koniecznej lub stanu wyższej konieczności.

Większość doktryny prawa karnego oraz znaczna część orzecznictwa Sądu Najwyższego skłania się do poglądu, że łączenie wymienionych czynów w ciąg jest mimo wszystko dopuszczalne.

## Przestępstwa popełnione w podobny sposób
Ostatnim wymogiem łączącym przestępstwa w ciąg jest podobny sposób działania sprawcy. Przy ocenie, czy przestępstwa są popełnione w podobny sposób, znaczenie mają takie elementy, jak użycie tych samych lub podobnych narzędzi, wykorzystanie powtarzającej się lub podobnej sytuacji, zastosowanie podobnej techniki popełnienia przestępstwa.

## Czas popełnienia
Właściwie nie istnieje pojęcie czasu popełnienia ciągu przestępstw. Przestępstwa wchodzące w skład ciągu nie utraciły bowiem - w przeciwieństwie do czynu ciągłego – samodzielnego bytu prawnego. Zatem czas popełnienia poszczególnych czynów zabronionych będących w ciągu przestępstw ustala się w odniesieniu do każdego z nich osobno.

## Zasady wymiaru kary
Sąd za poszczególne zbiegające się przestępstwa wymierza jedną karę na podstawie przepisu, którego znamiona każde z tych przestępstw wyczerpuje.
Ciąg przestępstw stanowi podstawę do nadzwyczajnego obostrzenia kary. Jest ono jednak fakultatywne, to znaczy sąd może je zastosować, lecz nie ma takiego obowiązku.